# Феризовски окръг
Феризовски окръг (на албански: Qarku i Ferizajit; на сръбски: Урошевачки округ или Uroševački okrug) се намира в югозападната част на Косово. Административен център на окръга е Феризово. В състава му влизат 5 общини. Населението на Феризовски окръг е около 230 000 души към 2005 г.

## Общини
- Качаник
- Елезки хан (Генерал Янкович)
- Феризово
- Щимле
- Щръбце